# Região Geográfica Intermediária de Porto Velho
A Região Geográfica Intermediária de Porto Velho é uma das duas regiões intermediárias do estado brasileiro de Rondônia e uma das 134 regiões intermediárias do Brasil, criadas pelo Instituto Brasileiro de Geografia e Estatística (IBGE) em 2017. É composta por 18 municípios, distribuídos em três regiões geográficas imediatas.
Sua população total estimada pelo Instituto Brasileiro de Geografia e Estatística (IBGE) para 1º de julho de 2018 é de 981 860 habitantes, distribuídos em uma área total de 125 058,027 km².
Porto Velho é o município mais populoso da região intermediária, além de ser capital do estado, com 519 531 habitantes, de acordo com estimativas de 2018 do Instituto Brasileiro de Geografia e Estatística (IBGE).

## Regiões geográficas imediatas
| Região geográfica imediata                | Municípios                                                                                       | População Estimativa 2018 | Área (km²)  |
| ----------------------------------------- | ------------------------------------------------------------------------------------------------ | ------------------------- | ----------- |
| Região Geográfica Imediata de Porto Velho | Candeias do Jamari Guajará-Mirim Itapuã do Oeste Nova Mamoré Porto Velho                         | 631 326                   | 79 943,777  |
| Região Geográfica Imediata de Ariquemes   | Alto Paraíso Ariquemes Buritis Cacaulândia Campo Novo de Rondônia Cujubim Monte Negro Rio Crespo | 229 887                   | 23 260,949  |
| Região Geográfica Imediata de Jaru        | Governador Jorge Teixeira Jaru Machadinho d'Oeste Theobroma Vale do Anari                        | 120 647                   | 21 853,301  |
| Total                                     | 18                                                                                               | 981 860                   | 125 058,027 |